# Tino Carraro
Pour les articles homonymes, voir Carraro.
Agostino Carraro, né à Milan le 1er décembre 1910 et mort dans la même ville le 13 janvier 1995, est un acteur italien.

## Biographie
Né à Milan, Tino Carraro a commencé très jeune à jouer dans plusieurs compagnies de théâtre amateur. Il a ensuite obtenu son diplôme à l'Accademia dei Filodrammatici et en 1941 il a obtenu son premier succès personnel avec une performance dans une adaptation d'Anna Karenine.
En 1952, Tino Carraro fait ses débuts au cinéma, dans le film de Duilio Coletti Panique à Gibraltar. La même année, il devient le premier acteur du Piccolo Teatro de Milan, entamant une  collaboration avec le metteur en scène Giorgio Strehler,.
Tino Carraro est également bien connu pour son travail télévisuel, dont des mini-séries de la RAI, notamment Le Moulin du Pô de Sandro Bolchi, I Miserabili et I promessi sposi et A come Andromeda de Vittorio Cottafavi.

## Filmographie partielle
- 1953 : Panique à Gibraltar (I sette dell'orsa maggiore) de Duilio Coletti
- 1961 :
  - Constantin le Grand (Costantino il grande) de Lionello De Felice
  - Jour après jour (Giorno per giorno, disperatamente) d'Alfredo Giannetti
- 1962 : Vénus impériale (Venere imperiale) de Jean Delannoy
- 1963 : Le Terroriste (Il terrorista) de Gianfranco De Bosio
- 1968 : Casse au Vatican (A qualsiasi prezzo) d'Emilio Miraglia
- 1969 : La Religieuse de Monza (La monaca di Monza) d'Eriprando Visconti
- 1969 : Une folle envie d'aimer (Orgasmo) d'Umberto Lenzi : Brion Sanders
- 1971 : Le Chat à neuf queues (Il gatto a nove code) de Dario Argento
- 1972 : A come Andromeda de Vittorio Cottafavi (mini-série télévisée)
- 1974 : Péché véniel ('Peccato veniale) de Salvatore Samperi
- 1975: La Faute de l'abbé Mouret de Georges Franju: Le Docteur Pascal
- 1976 : Cadavres exquis (Cadaveri eccellenti) de Francesco Rosi
- 1976 : Per amore de Mino Giarda
- 1987 : Nuit italienne (Notte italiana) de Carlo Mazzacurati